# كفر العبايدة
كفر العبايدة إحدى قرى مركز المحلة الكبرى التابع لمحافظة الغربية بجمهورية مصر العربية. أصلها من توابع دار البحر البحرية (الجابرية) ثم فصل عنها سنة 1275 هـ.

## التعليم
تصل نسبة الأمية في القرية إلى 45.8% بين من تجاوزوا العاشرة من عمرهم، بينما تصل نسبة من حصلوا على تعليم جامعي إلى 3.06% من جملة السكان.

## السكان
بلغ عدد سكان كفر العبايدة 8773 نسمة حسب تقدير عام 2018.
| السنة  | 1882 | 1897 | 1907 | 1927 | 1960 | 1976 | 1986 | 1996 | 2006  | 2018 |
| ------ | ---- | ---- | ---- | ---- | ---- | ---- | ---- | ---- | ----- | ---- |
| القرية | 514  | 585  | 632  | 791  | 1514 | 3002 | 3590 | 4664 | 5,449 | 8773 |